# Мюррей, Эрл Бернард
Эрл Бернард Мюррей (англ. Earl Bernard Murray; 1926, Сан-Франциско — 3 марта 2002, там же) — американский трубач и дирижёр. Музыкант в пятом поколении, сын Ральфа Мюррея, на протяжении 50 лет руководившего духовым оркестром парка Голден-Гейт.
Мюррей учился у Бенджамина Клацкина (труба) и Дэвида Шейнфелда (композиция) в Сан-Франциско, затем у Эрнеста Блоха в Калифорнийском университете. 18-летним он был замечен выдающимся музыкальным педагогом Пьером Монтё и принят в летнюю школу дирижирования Монтё. В 1951 г. он дебютировал за пультом Сан-Францисского симфонического оркестра, на следующий год стал в нём помощником дирижёра и одновременно музыкальным руководителем Сан-Францисского балета. В 1959—1960 гг. Мюррей возглавлял Монтерейский симфонический оркестр, в 1960—1966 гг. — Симфонический оркестр Сан-Диего.